# Slovar novejšega besedja slovenskega jezika
Slovar novejšega besedja slovenskega jezika (SNB) predstavlja osnovno novejše leksikalno dopolnilo Slovarju slovenskega knjižnega jezika. Zajema 6399 novejših besed in besednih zvez, ki so se v slovenščini pojavile ali uveljavile po letu 1991, ob tem pa tudi novejše pomene že normiranega besedja.
Veliko novih besed izraža nove tehnološke izdelke in zamisli (npr. blog, brskalnik, e-pošta, LCD-zaslon, starodobnik), druga močna silnica, ki ustvarja nove besede, pa je gospodarsko-politično oziroma sploh družbeno dogajanje (osamosvojitelj, pomladnik, evroposlanec). Pomemben vpliv na tvorjenje novih besed imajo tudi glasba (zimzelenček), šport (trebušnjak), moda (legice) in zabava (limonadnica, klepetalnica).
| Zgled gesla |
| --- |
| klepetálnica -e ž (ȃ) internetna storitev, ki omo- goča sočasno komunikacijo med uporabniki; čve- kalnica: elektronska klepetalnica; spletna klepetal- nica; Po zadnjih podatkih se povečuje oglaševanje nezdrave hrane prek interneta, z računalniškimi igricami, v klepetalnicah, blogih itn. E ↑klepetáti |